# Дасарети
Дасарети су илирско племе које је живело око Охридског језера у области Dassaretis. Налазишта из тог доба су: кнежевски гробови код Требеништа, владарске гробнице у стени код Селца у Албанији, и хеленистичке некрополе Радолиште, Опеница, Делагожда, Требенишко Кале и Охрид где су откривени скупоцени накит, бронзане вазе и оружје. Центар им је био у граду Лихнидосу (Lychnidosu). 
Вероватно су на северу били суседи разних илирских племена када су ова потоња започела упад на хаонске земље, вероватно од отприлике 900. године пре нове ере, слабећи хаонску моћ. Дасарети су били део шире племенске државе Хаонаца током 6. века пре нове ере. Касније су вероватно формирали своју независну државу. 

## Историја
Дасарети се помињу као народ који живи испод планине Амирон, у близини Енхелеја. Неки савремени научници су ову планину идентификовали са планином Томор, у данашњој Албанији. Планина се вероватно налазила у области која се у римско доба звала Дасаретис. Међутим, све ове хипотетичке везе остају неизвесне. Н. Г. Л. Хамонд је реконструисао за период од 6. века пре нове ере огромну северну доминацију Хаонаца у области која се проширила од залива Валоне на југу до равнице Корче на северу и области језера на истоку. Хамонд је посебно лоцирао Дексароје у региону који се протезао од планине Амирон (Томор) до јужне обале језера Лихнитис (Охридско језеро). 